# Julia Grosso
Julia Angela Grosso (Vancouver, Brit Columbia, 2000. augusztus 29. –) olimpiai bajnok kanadai labdarúgó-középpályás. Jelenleg egyetemi tanulmányait végzi, mellette pedig a Texas Longhorns játékosa.

## Pályafutása

### A válogatottban
Tokióban 2021. augusztus 6-án a Svédország elleni tizenegyespárbajjal végződő olimpiai döntőn, Grosso büntetőjével nyerte meg az aranyérmet hazája válogatottja.

## Sikerei

### A válogatottban
- Olimpiai bajnok (1): 2020[2]
- Női CONCACAF-aranykupa ezüstérmes (1): 2018
- Algarve-kupa bronzérmes (1): 2019[3]
- U17-es női CONCACAF-aranykupa bronzérmes (1): 2016
- U15-ös női CONCACAF-aranykupa ezüstérmes (1): 2014